# Patrick Arena
Patrick Arena var en ishockeyarena i Greater Victoria, British Columbia. Arenan, som tog runt 4000 åskådare, byggdes av bröderna Lester och Frank Patrick och färdigställdes 1911. Patrick Arena användes huvudsakligen av ishockeylagen Victoria Senators, Victoria Aristocrats och Victoria Cougars i PCHA, WCHL och WHL åren 1912–1926.
Victoria Cougars vann Stanley Cup i arenan 1925 sedan laget besegrat Montreal Canadiens från NHL i finalserien med 3-1 i matcher.
Patrick Arena förstördes i en brand i november 1929.